# Objeto de Herbig–Haro

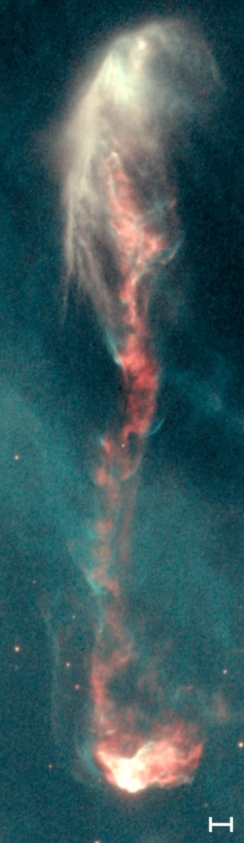
O objeto de Herbig–Haro HH47, em uma imagem obtida pelo Telescópio Espacial Hubble. A barra de escala representa 1000 unidades astronômicas (1000 vezes a distância entre a Terra e o Sol), e 20 vezes o tamanho de nosso sistema solar.

Os objetos de Herbig–Haro (HH) são pequenas áreas de nebulosidade associados a estrelas recém nascidas, formadas quando o gás ejetado pelas estrelas jovens colidem com nuvens de gás próximas a velocidades de milhares de km/s. Os objetos Herbig–Haro são onipresentes em regiões formadoras de estrelas, e muitos são comumente observados ao redor de uma única estrela, alinhado com seu eixo rotacional.
Objetos de Herbig–Haro  constituem um fenômeno temporário, cuja duração não ultrapassa os milhares de anos. Eles podem evoluir visivelmente em períodos de tempo bastante curtos, na medida em que se distanciam rapidamente de suas estrelas parentes rumo às nuvens de gás no espaço interestelar (o meio interestelar). Observações do Telescópio Espacial Hubble revelaram uma complexa evolução dos objetos de Herbig–Haro  no decorrer de poucos anos, na medida em que partes deles se obscurecem e outras se iluminam durante a colisão com a material condensado do meio interestelar.
Esses objetos foram observados pela primeira vez no final do século XIX por Sherburne Wesley Burnham, mas não foram reconhecidos como sendo de natureza distinta das nebulosas de emissão até os anos 40. Os primeiros astrônomos a estudá-los em detalhe foram George Herbig e Guillermo Haro, que deram aos objetos este nome. Herbig e Haro realizaram seus estudos acerca da formação estelar independentemente quando descobriram os objetos de Herbig–Haro, e reconheceram que este se tratava de um subproduto do processo de formação das estrelas.

## Descoberta e história das observações
Os primeiros objetos Herbig–Haro foram observados no século XIX por Burnham, durante uma observação da T Tauri utilizando um telescópio refrator de 910 mm do Observatório Lick, durante a qual foram notados pequenos rastros de nebulosidade nas proximidades. No entanto, este objeto foi catalogado como uma mera nebulosa de emissão, tornando-se conhecido posteriormente como nebulosa de Burnham, sem ser reconhecido como um objeto de classe distinta. Todavia, descobriu-se que T Tauri era uma estrela variável e muito jovem, sendo o protótipo de uma classe conhecida como a das estrelas T Tauri - as que ainda estão por alcançar o estágio do equilíbrio hidrostático entre o colapso gravitacional e a geração de energia através da fusão nuclear em seus núcleos.

Diagrama esquemático mostrando a formação dos objetos de Herbig–Haro.

Cinquenta anos após a descoberta de Burnham, várias nebulosas similares foram descobertas, as quais eram tão pequenas a ponto de se assemelharem a planetas. Tanto Haro quanto Herbig realizaram observações independentes de vários destes objetos nos anos 40. Herbig também observou a nebulosa de Burnham e descobriu que ela exibia um espectro eletromagnético incomum, com uma linha de emissão de hidrogênio, enxofre e oxigênio proeminente. Haro descobriu que todos esses objetos eram invisíveis à luz infravermelha.
Seguindo-se às suas descobertas independentes, Herbig e Haro se encontraram em uma conferência em Tucson, Arizona. Herbig inicialmente não deu muita atenção aos objetos que ele houvera descoberto, estando mais focado nas estrelas próximas a eles, mas após ouvir a respeito das descobertas de Haro, Herbig conduziu estudos mais detalhados acerca destes objetos. O astrônomo soviético Viktor Hambardzumyan deu a estes objetos o nome atual, e baseando-se em suas ocorrências próximo a estrelas jovens, (com idades de alguns milhares de anos), e sugeriu que eles poderiam representar um estágio primordial da formação das estrelas T Tauri.
Estudos têm demonstrado que os objetos de Herbig–Haro são fortemente ionizados, os primeiros teóricos propuseram que esses objetos poderiam conter estrelas quentes de baixa luminosidade. Porém, a ausência de radiação infravermelha das nebulosas implicava que não poderia haver estrelas por lá, caso contrário uma grande emissão de luz infravermelha seria detectada. Estudos posteriores sugeriram que as nebulosas poderiam conter protoestrelas, mas a natureza dos objetos de Herbig–Haro  foi eventualmente identificada, descobriu-se que esses objetos são constituídos de material ejetado por estrelas jovens nas proximidades, colidindo a velocidades supersônicas com o meio interestelar, colisões cujas ondas de choque geram luzes visíveis.
No início dos anos 80, observações astronômicas revelaram pela primeira vez que a maioria dos objetos de Herbig–Haro  se caracterizava como jatos. Isso levou à compreensão de que o material ejetado dos objetos de Herbig–Haro  é altamente colimado (concentrado em jatos estreitos). Estrelas são frequentemente rodeadas de discos de acreção nos primeiros milênios de suas existências, que se formam na medida em que o gás é atraído por elas, e a rotação das partes mais internas desses discos provoca a emissão de jatos finos de plasma parcialmente ionizados perpendiculares ao disco, conhecidos como jatos polares. Quando esses jatos colidem com o meio interestelar, surgem pequenas regiões de emissão brilhante, que compreendem aos objetos de Herbig–Haro .

## Características físicas

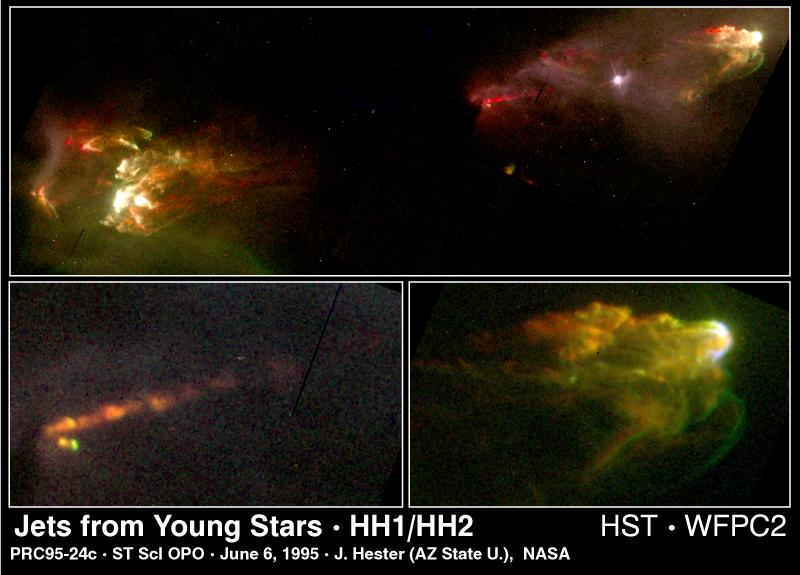
Objetos de Herbig–Haro HH1 e HH2 localizados a aproximadamente um ano-luz de distância, simetricamente opostos às jovem estrela que ejeta material ao longo de seu eixo polar.

A emissão dos objetos de Herbig–Haro  é causada pelas ondas de choque, quando estas colidem com o meio interestelar, porém seus movimentos são complexos. Observações espectroscópicas do desvio de Doppler detectaram velocidades de centenas de quilômetros por segundo, mas as linhas de emissão no espectro dos objetos de Herbig–Haro são demasiadamente fracas, considerando as altas velocidades em que foram formados. Isso implica que parte do material com o eles colidem também está se movendo para longe, mas em menor velocidade.
Estima-se que massa total ejetada de um objeto de Herbig–Haro  corresponda a 1–20 massas da Terra, uma quantidade de material muito pequena, comparada à massa das próprias estrelas. As temperaturas observadas nos objetos de Herbig–Haro  se situam tipicamente ao redor de 8000–12,000 K, similar àquelas detectadas em outras nebulosas como as regiões H II e nebulosas planetárias. Eles tendem a ser muito densos, com a concentração de material variando de poucos milhares a dezenas de milhares de partículas por cm3, comparado à densidade típica de 1000/cm3 em regiões H II e nebulosas planetárias. Objetos de Herbig–Haro  são constituídos em sua maior parte por hidrogênio e hélio, que respondem por aproximadamente 75% e 25% respectivamente de suas massas. Menos de 1% da massa dos objetos de Herbig–Haro  é composta por elementos químicos pesados, e a abundância deles é geralmente similar àquelas medidas nas estrelas jovens nas proximidades.
Próximo à estrela progenitora, por volta de 20–30% do gás dos objetos de Herbig–Haro  é ionizado, mas essa proporção diminui na medida em que a distância aumenta. Isso implica que o material é ionizado no jato polar, e se recombina na medida em que se distancia da estrela, ao invés de ser ionizado em colisões posteriores. Choques na terminação do jato podem re-ionizar parte do material, originando "capas" brilhantes na ponta desses jatos.

## Número e distribuição
Mais de 400 objetos de Herbig–Haro  são conhecidos. Eles são onipresentes nas regiões formadoras de estrelas H II, e são comumente encontrados em grandes agrupamentos. Os objetos de Herbig–Haro  costumam ser encontrados próximos a glóbulos de Bok (nebulosas escuras que abrigam estrelas muito jovens) e muitas vezes emanam a partir deles. Frequentemente, vários objetos de Herbig–Haro  são observados próximos a uma única fonte de energia, formando uma corrente de objetos ao longo da linha do eixo polar da estrela progenitora.
O número de objetos de Herbig–Haro  conhecidos aumentou rapidamente nos últimos anos, mas estima-se que estes constituam uma proporção muito pequena do número total existente na Via Láctea. As estimativas sugerem a existência de mais de 150.000, a vasta maioria dos quais se encontra muito distante para serem captados pela atual tecnologia de observação astronômica. A maioria dos objetos de Herbig–Haro se situam a 0.5 parsecs de estrela progenitora, poucos são encontrados a distâncias superiores a 1 pc de distância. Todavia, alguns são detectados a vários parsecs de distância, implicando que talvez o meio interestelar não seja muito denso nas vizinhanças da estrela, permitindo que eles se distanciem para mais longe de suas fontes antes de se dispersarem.

## Movimento próprio e velocidade
Observações espectroscópicas de objetos de Herbig–Haro mostram que eles estão se distanciando de suas estrelas progenitoras a velocidades que variam de 100 a 1000 km/s. Em anos recentes, a alta resolução ótica do Telescópio Espacial Hubble revelou o movimento próprio de muitos objetos de Herbig–Haro, através de em observações com intervalos de anos. Essas observações também possibilitaram a realização de estimativas das distâncias de alguns objetos de Herbig–Haro  através do método do paralaxe de expansão.
Na medida em que se distanciam de suas estrelas progenitoras, os objetos de Herbig–Haro  evoluem consideravelmente, variando em brilho numa escala de tempo de poucos anos. Emaranhados no interior de um objeto podem adquirir ou perder brilho, ou mesmo desaparecer completamente, na medida em que outros surgem. Assim como as mudanças causadas pelas interações com o meio interestelar, as interações entre jatos se movendo por entre os objetos Herbig–Haro  também podem causa alterações.
A erupção de jatos das estrelas progenitoras ocorre em pulsos, ao invés de constituir uma corrente contínua. Os pulsos podem produzir jatos de gás se movendo na mesma direção, mas em velocidades diferentes, e interações entre jatos criam as "superfícies de trabalho", onde correntes de gás colidem, gerando ondas de choque.

## Estrelas progenitoras

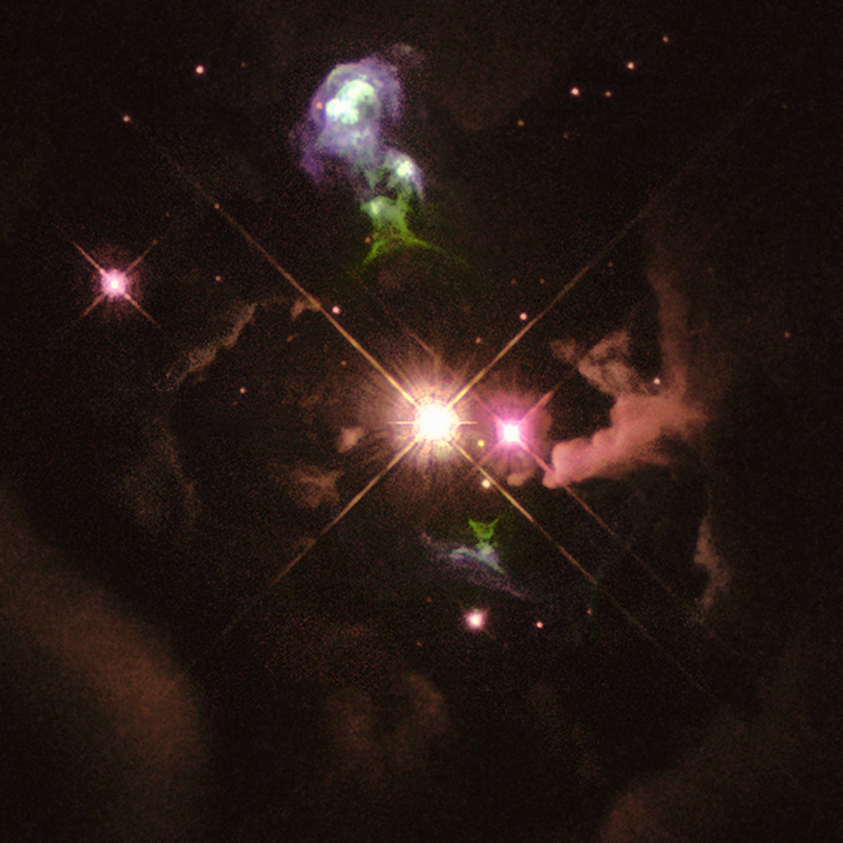
O objeto de Herbig–Haro HH32 é um dos mais brilhantes conhecidos.

Todas as estrelas por trás da criação dos objetos de Herbig–Haro são muito jovens, as mais jovens delas ainda são protoestrelas, ainda no processo de formação a partir dos gases circundantes. Os astrônomos subdividem essas estrelas em classes 0, I, II e III, de acordo com a quantidade de radiação infravermelha que elas emitem. Uma emissão maior de radiação infravermelha indica maior quantidade de material mais frio circundando a estrela, o que indica que esse material ainda está coalescendo. A numeração das classes se inicia com os objetos de classe 0 (os mais jovens) porque estes ainda não haviam sido descobertos quando a classificação I, II e III já havia sido definida.
Objetos de classe 0 possuem idade de poucos milhares de anos, são tão jovens que a fusão nuclear ainda não ocorre em seus núcleos. Em vez disso, eles são mantidos apenas pela energia potencial gravitacional, que é liberada na medida em que o material é atraído para eles. A fusão nuclear se inicia nos objetos de classe I, mas o gás e a poeira da nebulosa circundante ainda é atraído por eles. Os objetos dessa classe ainda se encontram envoltos em nuvens densas de poeira e gás, que obscurecem toda a sua luz visível fazendo com que eles só possam ser observados em comprimentos de ondas de rádio e infravermelho. A absorção dos gás e da poeira circundante se encerra quase que completamente nos objetos de classe II, mas eles ainda  se encontram rodeados por discos de poeira e gás, já os objetos de classe III possuem apenas vestígios do disco de acreção original.
Estudos têm demonstrado que aproximadamente 80% das estrelas que dão origem a objetos de Herbig–Haro são binárias ou sistemas múltiplos (duas ou mais estrelas orbitando umas às outras), o que constitui uma proporção muito maior do que aquelas encontradas na sequência principal. Isso pode ser um indicativo de que sistemas estelares são muito mais propensos a gerar os jatos que dão origem aos objetos de Herbig–Haro, e evidências sugerem que os maiores fluxos de Herbig–Haro podem se formar quando sistemas múltiplos se desintegram. Acredita-se que a maioria das estrelas se formam como sistemas múltiplos, mas uma grande proporção desses sistemas se desfaz antes de atingir a sequência principal, devido à interação gravitacional com estrelas e nuvens de gás nas proximidades.

## Equivalentes infravermelhos (MHOs)

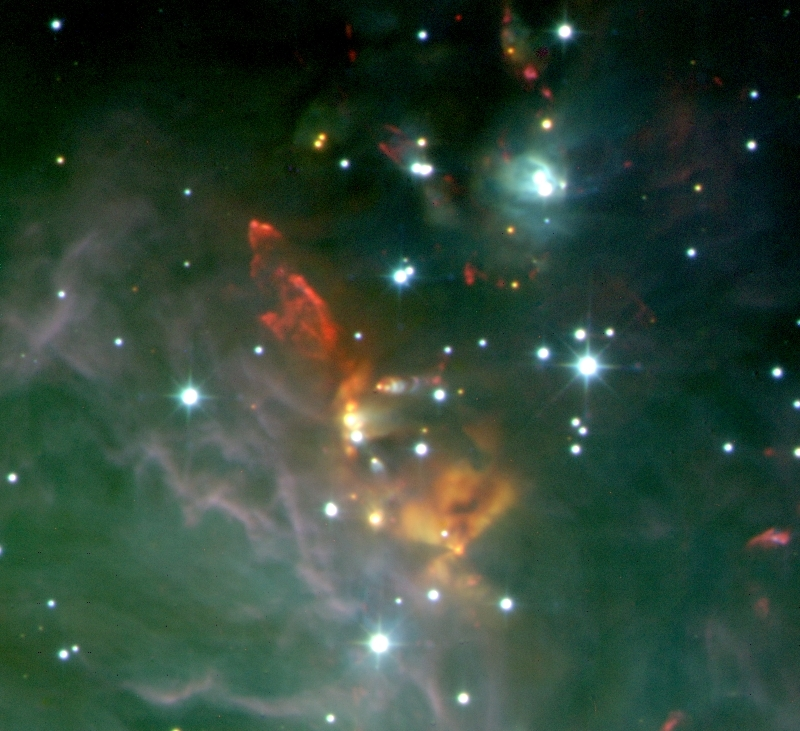
Imagem em infravermelho dos choques em arco moleculares (MHO 27) associados aos fluxos bipolares na nebulosa de Orion.

Os objetos de Herbig–Haro (HH) associados a estrelas muito jovens ou protoestrelas muito massivas são frequentemente ocultados da vista em comprimentos de ondas óticos pela nuvem de gás e poeira da qual se formam. Esse material circundante pode produzir dezenas ou mesmo centenas de magnitudes de extinção em comprimentos de ondas óticos.  Objetos tão profundamente ocultos só podem ser observados em comprimentos de onda de rádio ou infravermelho, geralmente na luz de hidrogênio molecular quente ou emissão de monóxido de carbono aquecido.
Recentemente, imagens em infravermelho revelaram vários "objetos de Herbig–Haro  infravermelhos". A maioria se assemelha a ondas em arco (similares àquelas que se formam à frente da proa de um navio ao mar), sendo por isso comumente denominados "choques em arco" moleculares. Tal como os objetos de Herbig–Haro, essas ondas de choque supersônicas são impulsionadas por jatos colimados dos dois polos de uma protoestrela. Esses jatos “varrem” ou adentram a densa nuvem de gás molecular ao redor, formando um fluxo contínuo de material, chamado de fluxo bipolar. Choques em arco infravermelhos se propagam a velocidades de quilômetros por segundo, aquecendo o gás a centenas ou mesmo milhares de graus Celsius. Por serem associados às estrelas mais jovens, onde a acreção é particularmente intensa, os choques em arco infravermelhos são associados a jatos mais poderosos do que seus equivalentes óticos – os objetos de Herbig–Haro .
A física dos choques em arco infravermelhos segue mais ou menos os mesmos princípios da dos objetos de Herbig–Haro, considerando que a natureza desses objetos é essencialmente a mesma – diferindo apenas nas condições do jato e da nuvem circundante, gerando a emissão de infravermelho das moléculas, ao invés da emissão ótica (de luz visível) dos átomos e íons.
Em 2009 o acrônimo "MHO", para Molecular Hydrogen emission-line Object (Objeto emissor linear de Hidrogênio Molecular - em tradução livre), foi aprovado para estes objetos pelo Departamento de Nomenclatura da União Astronômica Internacional, e já possui uma entrada no Dicionário de Reverência e Nomenclatura dos Objetos Celestes on-line.
O catálogo dos MHOs (ver nas ligações externas abaixo) lista mais de 1000 objetos.